# 奇皮塔公園 (科羅拉多州)
奇皮塔公園（英語：Chipita Park）是位於美國科羅拉多州艾爾帕索縣的一個非建制地區。該地的面積和人口皆未知。

## 地理
奇皮塔公園的座標為39°55′28″N 105°00′24″W / 39.92444°N 105.00667°W，而該地的平均海拔高度為2376米（即7795英尺）。